# Comunidad de Ciudades Ariane
La Comunidad de Ciudades Ariane (también CVA, por sus siglas en francés, de Communauté des Villes Ariane) es una asociación sin ánimo de lucro creada el 17 de julio de 1998 e inscrita en Francia, con sede en Évry, en las cercanías de París. Es una asociación de ciudades europeas (y empresas presentes en ellas) que cuenta con treinta y cinco miembros activos con intereses comunes sobre la materia espacial y que participan en el programa europeo de lanzadores Ariane, de la Agencia Espacial Europea (ESA).
Las ciudades pertenecientes al grupo fomentan además la iniciación y promoción de proyectos, el impulso de la cooperación económica entre los miembros, el conocimiento por los ciudadanos de los beneficios del progreso tecnológico en el campo aeroespacial, la motivación de los jóvenes para aumentar su interés por el espacio y la creación de las condiciones óptimas y necesarias para los intercambios culturales, en resumen, promover el sector y la cultura científica y tecnológica.

## Objetivos de la CVA
Los objetivos de la Comunidad de Ciudades Ariane son los siguientes:
- Agrupar a municipios y empresas industriales implantadas en ellos que participen en el programa europeo de lanzadores espaciales Ariane.
- Informar a los ciudadanos sobre los beneficios que se derivan de disponer de actividad aeroespacial en sus localidades, así como sobre la imagen positiva de que esas ciudades disfrutan en toda Europa.
- Poner énfasis en el impacto social y económico del programa de lanzadores europeos Ariane, en los beneficios del progreso tecnológico que representa, y en las aplicaciones de los satélites para la mejora de la calidad de vida y los servicios a los ciudadanos.
- Ayudar a los jóvenes a descubrir la exploración espacial, y motivarlas a involucrarse en actividades relacionadas con el espacio.
- Promocionar la educación relacionada con el espacio y sus aspectos interculturales.
- Recordar que el programa Ariane es un precursor del éxito de cooperación europea y una fuente de intercambios internacionales.
- Facilitar el establecimiento de relaciones de cooperación a largo plazo entre las ciudades Ariane, sus escuelas, universidades e industrias.
- Presentar la Guayana Francesa como una parte integrante de Europa, y el Puerto Espacial de Europa en Kourou como centro de excelencia para los lanzamientos y la puesta en órbita de cohetes.

## Miembros
Actualmente son miembros de la CVA las siguientes ciudades (con sus respectivos socios industriales y empresas):
- Augsburgo (Alemania)
- Barcelona (España)
- Burdeos (Francia)
- Bremen (Alemania)
- Charleroi (Bélgica)
- Colleferro (Italia)
- Évry/Courcouronnes (Francia)
- C.R.P.G. (Conferencia Regional Permanente de Guayana, Guayana Francesa)
- Kourou (Guayana Francesa)
- Lampoldshausen (Alemania)
- Les Mureaux (Francia)
- Lieja (Bélgica)
- Madrid (España)
- Mulhouse (Francia)
- Ottobrunn/Taufkirchen (Alemania)
- Sevilla (España)[5]
- Tarrasa (España)[6]
- Toulouse (Francia)
- Vernon (Francia)
- Zürich (Suiza)

Empresas
- Avio (Colleferro)
- Thales Alenia Space ETCA
- Arianespace
- CCIG
- CNES (Centro Nacional de Estudios Espaciales, de Francia)
- Clemessy
- Oerlikon Space AG (Zürich)
- EADS ASTRIUM Space Transportation (Bremen)
- EADS ASTRIUM Space Transportation (Ottobrunn)
- EADS Casa Espacio
- ESA (que es además miembro de honor)
- GTD (Barcelona)
- MT Aerospace AG
- Snecma Propulsion Solide (Bordeaux)
- Snecma (Vernon)
- Techspace Aero